# 本当はね、
「本当はね、」は、日本のロックバンド・ヤングスキニーの2枚目のシングル。2022年10月5日にインディーズレーベル・ヤンスキからリリースされた。

## 背景
本楽曲は、TBS系番組『王様のブランチ』10月度エンディングテーマに起用され、ヤングスキニーにとって初のタイアップ曲となった。
2022年10月1日に放送された『王様のブランチ』にて本学曲の音源を公開。同月5日には本楽曲の配信が開始するとともにCDシングルがリリースされた。前作のシングル「コインランドリー」より約2ヶ月ぶり、前作のCDシングル「東京」より約1年5ヶ月ぶりのリリースとなる。

## 評価
音楽ライターの森朋之は「ピアノ、オルガンを取り入れた色彩豊かな音像、テンポチェンジや転調によって“私”の気持ちの移り変わりを表現するアレンジからは、このバンドの音楽的な成長が感じられる」と述べた。

## チャート成績
10月19に公開されたBillboard Japan Hot 100では91位、Billboard Japan Streaming Songsでは66位にチャートインした。
Billboard Japan Heatseekers Songsでは通算8週首位を記録した。
LINE MUSICの「邦楽Rock Top 100」では10月8日付から同月17日まで10日連続首位を記録した。
2023年7月19日に本楽曲のストリーミング累計再生回数が1億回を突破し、自身初となるストリーミング1億回再生突破楽曲となった。

## ミュージックビデオ
2022年10月5日21時にYouTube上にて本楽曲のミュージックビデオがプレミア公開された。 監督と撮影は映像ディレクターの軍司拓実が担当しており、羽音と小泉光咲、ヤングスキニーのメンバー達が出演している。
現在、ミュージックビデオの再生回数は2000万回を突破している。

## 収録内容
| 全作詞・作曲: かやゆー、全編曲: ヤングスキニー。 |                |          |            |      |
| #                                                | タイトル       | 作詞     | 作曲・編曲 | 時間 |
| 1.                                               | 「本当はね、」 | かやゆー | かやゆー   | 3:21 |
| 合計時間:                                        | 合計時間:      | 3:21     |            |      |

| 全作詞・作曲: かやゆー、全編曲: ヤングスキニー。 |                   |          |            |
| #                                                | タイトル          | 作詞     | 作曲・編曲 |
| 1.                                               | 「本当はね、」    | かやゆー | かやゆー   |
| 2.                                               | 「ヒモと愛 demo」 | かやゆー | かやゆー   |

## タイアップ
| 年     | 楽曲       | タイアップ                                          |
| ------ | ---------- | --------------------------------------------------- |
| 2022年 | 本当はね、 | TBS系番組『王様のブランチ』10月度エンディングテーマ |